# 17278 Вегг
17278 Вегг (17278 Viggh) — астероїд головного поясу, відкритий 6 червня 2000 року.
Тіссеранів параметр щодо Юпітера — 3,488.